# Budget de l'État français en 2017
Le budget de l'État français pour 2017 fixe les recettes et les dépenses prévues pour l'année. 

## Historique
Le projet de budget pour 2017 a été présenté par le Gouvernement le 28 septembre 2016. L'Assemblée nationale l'a adopté avec modifications le 22 novembre 2016, mais le Sénat l'a rejeté avant délibération en séance publique par l'adoption d'une motion opposant la question préalable le 30 novembre.

## Cadrage des finances publiques
Le projet de budget se fonde notamment sur une hypothèse de croissance économique de +1,5 % en 2016 comme en 2017.
Cette hypothèse est considérée comme « un peu élevée » par le Haut Conseil des finances publiques pour 2016 et « optimiste » en 2017 ; elle est également supérieure à la plupart des prévisions.
D'après le projet de loi de règlement du budget et d'approbation des comptes de l'année 2017, le déficit des administrations publiques a été finalement en 2017 de 59 milliards d'euros, soit 2,6 % du produit intérieur brut et 24% des recettes nettes. Afin de maintenir ce niveau de déficit, il a été nécessaire de prendre des mesures pour un montant de 5 milliards d'euros, notamment afin de remplacer une taxe de 3 % sur les dividendes censurée par le Conseil constitutionnel. Le solde structurel est estimé à -2,2 % du PIB. 

## Loi de finances initiale
Le budget de l'État (et de l’État seulement), les mesures fiscales et les crédits ouverts sont votés dans la loi de finances.

### Mesures fiscales

Répartition des recettes fiscales nettes affectées à l’État, aux ODAC et à l'Union européenne en 2017

Les mesures fiscales contenues dans le projet de loi de finances initial concernent d'une part les ménages, d'autre part les entreprises.
Les impôts des ménages doivent baisser de 1 076 millions d'euros en 2017  avec une réduction d’impôt sur le revenu de 20 % accordée aux foyers à revenus modestes et moyens (article 2). La baisse prévue en 2018 est de 2 110 millions d'euros, par l’effet d'une mesure d'universalisation du crédit d’impôt en faveur des services à la personne.
Ceux des entreprises doivent augmenter en 2017 de 680 millions d'euros par la combinaison de plusieurs mesures, les principales étant : 
- la diminution progressive du taux de l'impôt sur les sociétés (IS) à hauteur de -330 millions (article 6) ;
- la réforme du cinquième acompte[n 1] pour +460 millions (article 7) ;
- l'extension à plusieurs catégories de revenus mobiliers[n 2] des règles de versement d’un acompte anticipé existant pour les revenus des plans d’épargne logement à hauteur de +380 millions (article 9) ;
- la fondation, d'un acompte de taxe sur les surfaces commerciales pour un impact de +100 millions (article 8).

En 2018, en revanche, la montée en puissance de la diminution du taux de l'IS et une hausse du taux du crédit d'impôt pour la compétitivité et l'emploi (CICE, article 44) doivent faire baisser les impôts pour les entreprises de 1 933,5 millions par rapport à 2016.
Par ailleurs, le projet de loi de finances prévoit l'institution, à compter du 1er janvier 2018, du prélèvement à la source de l'impôt sur le revenu (article 38). Cette mesure, qui constitue une modification majeure des procédures, n'a pas d'impact budgétaire.

### Mesures relatives aux dépenses de l'État
Le projet de loi de finances initiale prévoit une augmentation des dépenses nettes de l'État de 4,5 milliards d'euros par rapport à la loi de finances initiale pour 2016, à un montant total de 374,3 milliards. Cette augmentation résulte :
- d'une augmentation de 3,4 milliards d’euros des dépenses hors charges de la dette et pensions :
  - hausse de 6,2 milliards d'euros des dépenses de l'État, avec notamment une hausse de 3 milliards des moyens en faveur de l'éducation et de la jeunesse, de 1,6 milliard des crédits alloués à la sécurité et de 1,8 milliard des crédits en faveur de l'emploi ;
  - baisse de 2,8 milliards des dotations aux collectivités territoriales ;
- d’une augmentation de 1,7 milliard d’euros des contributions de l’État en tant qu’employeur et des opérateurs au compte d’affectation spéciale (CAS) « Pensions » ;
- d’une diminution de 2,7 milliards d’euros de la charge de la dette, favorisée par le niveau historiquement bas des taux d'intérêt alors que le niveau de la dette continue à augmenter[8] ;
- de mesures de transfert et de périmètre conduisant à une hausse des dépenses de 2,1 milliards d’euros.

### Chiffres du budget promulgué
|                                                    |                                                                |                                                                                                   |                                                                                                   |                                                                                                   | Ressources | Charges  | Soldes  |  |
| -------------------------------------------------- | -------------------------------------------------------------- | ------------------------------------------------------------------------------------------------- | ------------------------------------------------------------------------------------------------- | ------------------------------------------------------------------------------------------------- | ---------- | -------- | ------- |  |
|                                                    |                                                                |                                                                                                   |                                                                                                   | Recettes fiscales brutes/dépenses brutes (a)                                                      | 401 182    | 427 369  |         |  |
|                                                    |                                                                |                                                                                                   |                                                                                                   | Remboursements et dégrèvements (-b)                                                               | −108 834   | −108 834 |         |  |
|                                                    |                                                                |                                                                                                   | Recettes fiscales nettes/dépenses nettes (c=a-b)                                                  | Recettes fiscales nettes/dépenses nettes (c=a-b)                                                  | 292 348    | 318 536  |         |  |
|                                                    |                                                                |                                                                                                   | Recettes non fiscales (d)                                                                         | Recettes non fiscales (d)                                                                         | 14 505     |          |         |  |
|                                                    |                                                                | Recettes totales nettes/dépenses nettes (e=c+d)                                                   | Recettes totales nettes/dépenses nettes (e=c+d)                                                   | Recettes totales nettes/dépenses nettes (e=c+d)                                                   | 306 853    | 318 536  |         |  |
|                                                    |                                                                | Prélèvements sur recettes au profit des collectivités territoriales et de l'Union européenne (-f) | Prélèvements sur recettes au profit des collectivités territoriales et de l'Union européenne (-f) | Prélèvements sur recettes au profit des collectivités territoriales et de l'Union européenne (-f) | −63 064    |          |         |  |
|                                                    | Budget général (g=e-f)                                         | Budget général (g=e-f)                                                                            | Budget général (g=e-f)                                                                            | Budget général (g=e-f)                                                                            | 243 789    | 318 536  | −74 747 |  |
|                                                    | Évaluation des fonds de concours et crédits correspondants (h) | Évaluation des fonds de concours et crédits correspondants (h)                                    | Évaluation des fonds de concours et crédits correspondants (h)                                    | Évaluation des fonds de concours et crédits correspondants (h)                                    | 3 930      | 3 930    |         |  |
| Budget général y compris fonds de concours (i=g+h) | Budget général y compris fonds de concours (i=g+h)             | Budget général y compris fonds de concours (i=g+h)                                                | Budget général y compris fonds de concours (i=g+h)                                                | Budget général y compris fonds de concours (i=g+h)                                                | 247 719    | 322 466  |         |  |
| Budgets annexes (j)                                | Budgets annexes (j)                                            | Budgets annexes (j)                                                                               | Budgets annexes (j)                                                                               | Budgets annexes (j)                                                                               | 2 381      | 2 366    | 15      |  |
| Comptes spéciaux (k)                               | Comptes spéciaux (k)                                           | Comptes spéciaux (k)                                                                              | Comptes spéciaux (k)                                                                              | Comptes spéciaux (k)                                                                              |            |          | 5 412   |  |
| Solde général (=g+j+k)                             | Solde général (=g+j+k)                                         | Solde général (=g+j+k)                                                                            | Solde général (=g+j+k)                                                                            | Solde général (=g+j+k)                                                                            |            |          | −69 320 |  |

## Comptes de l'Etat
|                                                    |                                                    |                                                                                                   |                                                                                                   |                                                                                                   | Recettes | Dépenses | Soldes  |  |
| -------------------------------------------------- | -------------------------------------------------- | ------------------------------------------------------------------------------------------------- | ------------------------------------------------------------------------------------------------- | ------------------------------------------------------------------------------------------------- | -------- | -------- | ------- |  |
|                                                    |                                                    |                                                                                                   |                                                                                                   | Recettes fiscales brutes/dépenses brutes (a)                                                      | 408 205  | 435 211  |         |  |
|                                                    |                                                    |                                                                                                   |                                                                                                   | Remboursements et dégrèvements (-b)                                                               | −112 572 | −112 572 |         |  |
|                                                    |                                                    |                                                                                                   | Recettes fiscales nettes/dépenses nettes (c=a-b)                                                  | Recettes fiscales nettes/dépenses nettes (c=a-b)                                                  | 295 632  | 322 638  |         |  |
|                                                    |                                                    |                                                                                                   | Recettes non fiscales (d)                                                                         | Recettes non fiscales (d)                                                                         | 13 818   |          |         |  |
|                                                    |                                                    | Recettes totales nettes/dépenses nettes (e=c+d)                                                   | Recettes totales nettes/dépenses nettes (e=c+d)                                                   | Recettes totales nettes/dépenses nettes (e=c+d)                                                   | 309 451  | 322 638  |         |  |
|                                                    |                                                    | Prélèvements sur recettes au profit des collectivités territoriales et de l'Union européenne (-f) | Prélèvements sur recettes au profit des collectivités territoriales et de l'Union européenne (-f) | Prélèvements sur recettes au profit des collectivités territoriales et de l'Union européenne (-f) | −60 160  |          |         |  |
|                                                    | Budget général (g=e-f)                             | Budget général (g=e-f)                                                                            | Budget général (g=e-f)                                                                            | Budget général (g=e-f)                                                                            | 249 290  | 322 638  |         |  |
|                                                    | Fonds de concours (h)                              | Fonds de concours (h)                                                                             | Fonds de concours (h)                                                                             | Fonds de concours (h)                                                                             | 4 136    | 4 136    |         |  |
| Budget général y compris fonds de concours (i=g+h) | Budget général y compris fonds de concours (i=g+h) | Budget général y compris fonds de concours (i=g+h)                                                | Budget général y compris fonds de concours (i=g+h)                                                | Budget général y compris fonds de concours (i=g+h)                                                | 253 426  | 326 774  | −73 348 |  |
| Budgets annexes (j)                                | Budgets annexes (j)                                | Budgets annexes (j)                                                                               | Budgets annexes (j)                                                                               | Budgets annexes (j)                                                                               | 2 321    | 2 471    | 149     |  |
| Comptes spéciaux (k)                               | Comptes spéciaux (k)                               | Comptes spéciaux (k)                                                                              | Comptes spéciaux (k)                                                                              | Comptes spéciaux (k)                                                                              |          |          | 5 530   |  |
| Solde général (=i+j+k)                             | Solde général (=i+j+k)                             | Solde général (=i+j+k)                                                                            | Solde général (=i+j+k)                                                                            | Solde général (=i+j+k)                                                                            |          |          | −67 667 |  |